# Karlheinz Braun
Karlheinz Braun (* 4. Juli 1932 in Frankfurt am Main) ist ein deutscher Literatur- und Theaterverleger.

## Leben und Wirken
Braun studierte Literaturwissenschaft und Philosophie an den Universitäten in Frankfurt am Main und Paris. Er wurde 1959 in Frankfurt am Main über ein Thema zur Romantheorie zum Dr. phil. promoviert. Daneben war er als Leiter des Frankfurter Studententheater „neue bühne“ tätig. 1959 trat er in den Suhrkamp Verlag ein und leitete dort bis 1969 den Theaterverlag Suhrkamp. Zugleich war er Sekretär der Deutschen Akademie der darstellenden Künste.
Zusammen mit Peter Iden war er Leiter des 1966 gegründeten Frankfurter experimenta-Festivals 1–5. Bei der experimenta 1 wurde Peter Handkes Publikumsbeschimpfung unter Claus Peymann uraufgeführt. 1969 war er Mitgründer und bis 1976, sowie von 1979 bis 2003 Geschäftsführer des Verlages der Autoren und von 1976 bis 1979 Geschäftsführender Direktor von Schauspiel Frankfurt. 1972 war Braun, zusammen mit Peter Iden, für das Theaterprogramm der von Harald Szeemann konzipierten documenta 5 in Kassel verantwortlich.
1980 spielte Braun eine kurze Rolle als Rechtsanwalt Löwenhund  in der vierten Episode der Fassbinder-Verfilmung von Berlin Alexanderplatz. 1986 und 1988 trat er in zwei Folgen der TV-Familiensage Hessische Geschichten (mit Günter Strack) auf. Braun war Mitarbeiter bei zahlreichen Theaterfestivals. 1995 erhielt er den Hessischen Kulturpreis und 2007 die Ehrenplakette der Stadt Frankfurt am Main. Er habe sich „große Verdienste bei der Entdeckung, Förderung und Verbreitung von Autoren erworben, die für Bühne, Film und Hörfunk schreiben“. Er ist Mitglied der Deutschen Akademie der darstellenden Künste in Bensheim.
In seinem umfangreichen Memoirenbuch Herzstücke: Leben mit Autoren (2019) wird ein großer Teil der deutschen Theater-, Verlags- und Kulturgeschichte nach 1945 aufgerollt; das geschieht in einer knappen, „hochverdichteten“ und prägnanten Darstellung.

## Schriften
- Materialien zu Peter Weiss „Marat / Sade“. Suhrkamp Verlag, Frankfurt am Main 1967.
- (Hrsg.): Deutsches Theater der Gegenwart. 2 Bände, Suhrkamp Verlag, Frankfurt am Main 1967.
- mit Klaus Völker (Hrsg.): Spielplatz 1. Jahrbuch für Theater 71/72. Klaus Wagenbach, Berlin 1972.
- MiniDramen. 6. Auflage. Verlag der Autoren, 1987, ISBN 3-88661082-9.
- mit Siegfried Diehl: Frankfurt – Ein Reisebegleiter. Insel Verlag, Frankfurt am Main 2004, ISBN 978-3-458-34904-4.
- mit Walter Boehlich, Klaus Reichert, Peter Urban, Urs Widmer: Chronik der Lektoren. Von Suhrkamp zum Verlag der Autoren, Verlag der Autoren, Frankfurt am Main 2011 ISBN 978-3-88661-345-8
- (Hrsg.): Wolfgang Deichsel & Rainr Dachselt, Der Hessische Molière, Henrich Editionen Frankfurt am Main 2013, ISBN 978-3-943407-16-7
- (Hrsg.): MonoDramen, Verlag der Autoren, Frankfurt am Main 2014, ISBN 978-3-88661-363-2
- mit Sabine Bayerl, Ulrike Schiedermair (Hrsg.): Das TAT: das legendäre Frankfurter Theaterlabor, Leipzig: Henschel, 2016, ISBN 978-3-89487-785-9
- Herzstücke: Leben mit Autoren, Frankfurt: Schöffling & Co., 2019, ISBN 978-3-7317-6145-7

## Belege
1. ↑  Hubert Spiegel: Autobiografie : Herzschläge für das Theater, Rezension in der FAZ vom 5. August 2019, abgerufen am 6. August 2019.

| Personendaten    | Personendaten      |
| ---------------- | ------------------ |
| NAME             | Braun, Karlheinz   |
| ALTERNATIVNAMEN  | Braun, Karl Heinz  |
| KURZBESCHREIBUNG | deutscher Verleger |
| GEBURTSDATUM     | 4. Juli 1932       |
| GEBURTSORT       | Frankfurt am Main  |